# Martin Hegardt
Martin Hegardt, född den 2 februari 1685 i Malmö, död den 4 april 1732 i Lund, var en svensk teolog, universitetslärare och domprost.

## Studier och resor
Heagardt var son till rådmannen och handlanden i Malmö, Peter Hegardt och dennes hustru Margareta Faxe. Han fick sin undervisning dels i hemmet, dels hos sin morbror Jacob Faxe, kyrkoherde i Skabersjö socken. 17-årig inskrevs han vid Lunds universitet 1702 och tillbringade tre år där följt av tre år vid Rostocks universitet där han blev filosofie magister 1706. Två år senare fortsatte han studierna vid Greifswalds universitet där han blev teologie kandidat. 
Åter i Sverige föreslogs Hegardt av konsistoriet i Lund till ny innehavare av en ledig extra ordinarie professur i kyrkohistoria, men hann ånyo (hösten 1709) lämna landet innan tillsättningsärendet var klart, nu för språk- och bibelstudier i London. Här hade de svenska och danska församlingarna vid tiden en gemensam, dansk kyrkoherde. Förnyat krigstillstånd mellan Sverige och Danmark omöjliggjorde dock detta och som ett resultat prästvigdes Hegardt och utnämndes 1710 till svensk kyrkoherde i London. Vid denna tid hade Hegardt också erhållit den föreslagna professuren i Lund, men utverkade dispens för att få stanna kvar i London ändå till 1712. Han dröjde därefter ytterligare drygt två år med att återvända till Sverige varvid han passade på att besöka ett flertal universitetsorter i England, Nederländerna och Tyskland, inklusive att han vid ett återbesök i Greifswald 1714 disputerade och promoverades till teologie doktor. Först i november 1714 var Hegardt åter i Lund och kunde tillträda sin tjänst.

## Som professor

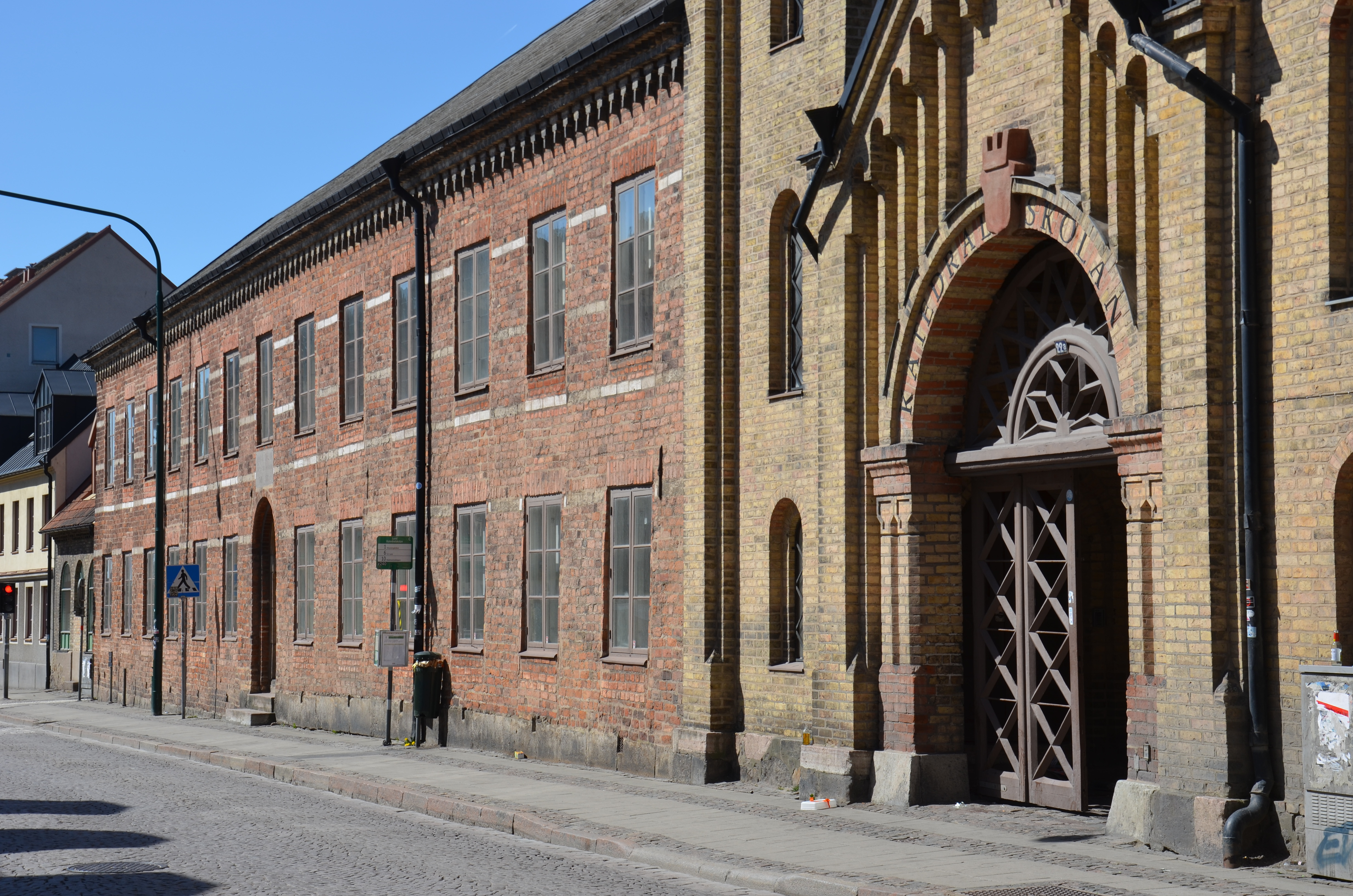
Den bostad i Lund (vänstra delen av byggnaden på bilden) som Martin Hegardt inköpte som professor och vilken sedermera blev känd som Karl XII-huset.

Åter i Lund installerade sig Hegardt och hans nyblivna hustru (se nedan) sig i en fastighet på Stora Södergatan, vilken hans far inköpt ett par år tidigare. Byggnaden skulle snart bli känd som Karl XII-huset; detta eftersom den till Sverige återkomne Karl XII under perioden 1716-1718 inrättade sin bostad just i Hegardts hem. Till stor del som tack för denna sin personliga uppoffring erhöll Hegardt redan 1716 en ordinarie teologiprofessur (den tredje inom fakuleten) och hans hustru och barn upphöjdes i adligt stånd under namnet von Hegardt 1717. Kungen stod också fadder för en av Hegardts söner. Av Hegardts intellektuella gåvor var kungen dock mindre imponerad. Hovpredikanten Andreas Olavi Rhyzelius har i sin dagbok antecknat kungens omdöme om Hegardt att "vår värd kan och duger ingenting".
Hegardt avancerade vidare från tredje till andra ("secundus") professuren i teologi 1718 och blev slutligen 1728 förste ("primarius") professor i detta ämne, vilket automatiskt innebar att han även blev Lunds domprost. Han blev med åren en av staden Lunds rikaste män med omfattande markinnehav.
Hegardts vetenskapliga produktion var däremot mycket ringa och han publicerade fler akademiska program än dissertationer. Bland annat var det lämpligt nog hans uppgift att, som dåvarande rektor, utfärda programmet vid universitetets sorgefest över Karl XII 1719.

## Familj
Hegardt var från 1714 gift med änkan Liboria von Corsvanten, dotter till borgmästaren i Greifswald Christopher von Corsvanten. Paret fick fem barn:
1. Peter Fredrik von Hegardt (1716–1780), statssekreterare
2. Carl von Hegardt (född och död 1717)
3. Margareta Liboria von Hegardt (1719–1791), gift med medicinprofessor Gustaf Harmens
4. Christian Adolf von Hegardt (född och död 1721)
5. Johan Philip von Hegardt (1726–1727)